# سان، ادلب
سان (به عربی: سان) یک روستا در سوریه است که در ناحیه سراقب واقع شده‌است. سان ۱۹۹ نفر جمعیت دارد.